# 2A busz (Győr)
A győri 2A jelzésű autóbusz a 2-es autóbusz betétjárata. 2009. február 2-án indult, amikor a Révai Miklós utca és a Korányi Frigyes tér között közlekedő üresjáratokat meghirdették menetrend szerinti járatként is.
A Korányi Frigyes tér és a Révai Miklós utca között közlekedik. A Korányi téri végállomástól a Honvéd ligetig útvonala teljesen megegyezik a 2-esével. Onnan a Szent István úton egyenesen közlekedve az Iparkamara előtti úton kanyarodik el a Révai utcai decentrum (végállomás) felé.

## Nevezetesebb autóbusz megállók
- Töltésszer- Keksz- és Ostyagyár (Régi neve:Koestlin) A 2010 januári menetrendváltással neve egyszerűen "Töltésszer"-re módosult. A város egyik meghatározó élelmiszeripari létesítménye volt.  Több évtizeden keresztül több száz dolgozót kellett elszállítani műszak kezdésekre és a sihták végére. A gyárat eladták, főbb részeit a múlt[1] évben elbontották, Egy épülete maradt meg raktárnak. A Győrben maradt  édesipari árú termelését kiköltöztették az Ipari parkba, a többit áthelyezték Székesfehérvárra, illetve külföldön[2] termelik, a világhírű, a bevezetett márkanév alatt.
- Híd utca: Rába Quelle Gyógy-, Termál- és Élményfürdő A Híd utcai szanatóriummal együtt a fizikoterápiás betegek „paradicsoma”. A gyógyfürdő ezen kívül a szabadidő kulturált eltöltésére is lehetőséget biztosít. A terület szanálása előtt több nagyhírű győri gyár is működött a közelben: Cereol Növényolajipari gyár, Tejüzem.

Rába kettős híd: A Radó-szigeten keresztül a belvárosi Bécsi kapu teret köti össze az újvárosi Rát Mátyás térrel.
- Zechmeister utca Klastrom szálló: Zechmeister Károly Győr város első  polgármestere nevét viseli az utca. A történelmi belváros külső kerületén helyezkedik el. Egyrészt követi a belváros megtelepülését a környező mocsaras, süllyedékes területen, másrészt a belvárosból kitiltott közlekedési eszközök forgalmát szabályozza, a Rába partja mellett. A karmelita templom melletti  hajdani kolostor oldalfalánál van a megálló, közvetlenül a Klastrom szálló bejárata mellett. A szocialista időkben elkobzott ingatlan évtizedekig kihasználatlanul állt, míg a hetvenes évek elején a városvezetésnél kezdeményezték turisztikai felhasználását. A szállodai rész kivételével, a rendszerváltás után, az egyház visszakapta jogos tulajdonát.
- Honvéd liget A Szent István úton lévő megálló Győr régi közlekedési tengelyén, a városon átvezető 1-es úton fekszik. A téren át elérhető a győri főpályaudvar, a polgármesteri hivatal különböző épületekben elhelyezett részlegei.
- Megyeháza. (Az Aradi vértanúk útja kezdetén): A buszmegálló a Szent István úti kereszteződés mellett a Megyeháza és a Vízügyi Igazgatóság modern palotája mellett található. A megyeház másik oldalán van a győriek kedvenc sétáló és bevásárló utcája, a Baross utca. A túlsó felén áll a Polgármesteri hivatal központi épülete a Városháza. Innen is elérhető  a főpályaudvar illetve egy alagúton  keresztül a vidéki buszpályaudvar. A megyei városi hivatal épületei 5 perc alatt bejárható körben találhatók meg.
- Iparkamara (Magyar Kereskedelmi és Iparkamara) a Lloyd (Széchenyi tér 7.) tér keleti oldalát foglalja el. Itt működött a Vigadó, Győr egyik kávéháza, mely a reformkorban fontos szerepet töltött be. A 18. század második felében a Győri Lloyd Általános Kereskedelmi Társulat székháza lett, később a Kereskedelmi és Iparkamara tevékenykedett benne. A Széchenyi tér felújításával együtt tervezték meg az Iparkamara új épületbe helyezését, amelyre 1-2 évvel ezelőtt került sor. Mellette új szálloda üzemel az idelátogató szakembereknek.

## Útvonal leírás
A Révai Miklós utcából induló busznak 5, a Korányi Frigyes térről indulónak 6 megállója van.
| Korányi Frigyes tér – Révai Miklós utca: | Révai Miklós utca – Korányi Frigyes tér: |
| --- | --- |
| - Korányi Frigyes tér - Töltésszer (Keksz és Ostyagyár) - Híd utca- (Rába-Quelle fürdő) - Zechmeister utca, (Klastrom szálloda) - Honvéd liget - Iparkamara - Révai Miklós utca | - Révai Miklós utca - Aradi vértanúk útja (megyeház) - Zechmeister utca (Klastrom szálloda) - Híd utca (Rába Quelle fürdő) - Töltésszer - Korányi Frigyes tér |

## Lásd még
- 2-es autóbusz útvonala

## Külső hivatkozás
- https://web.archive.org/web/20100214185151/http://www.kisalfoldvolan.hu/valtozo_dokumentumok/menetrend_gyor.pdf